# Žena a pták
Žena a pták, katalánsky Dona i ocell, je 22 metrů vysoká skulptura Joana Miróa, stojící v Barceloně. Je to poslední umělcovo velkorozměrné dílo.
Skulptura byla budována přímo na místě, kde stojí, pomocí jeřábu. Je tvořena betonem a pokryta různobarevnou keramickou mozaikou. Keramiku vyrobil Joan Gardy Artigas. Miró navrhl sochu na objednávku města, jako poutač pro návštěvníky přijíždějící po Gran Via de les Corts Catalanes. Odhalena byla za nepřítomnosti autora, který o pár měsíců později zemřel.
I když dle názvu dílo zobrazuje ženu v klobouku s malým ptáčkem, existují různé výklady zobrazení se sexuálním podtextem.